# Saint-Jean-Ligoure
Saint-Jean-Ligoure település Franciaországban, Haute-Vienne megyében. Lakosainak száma 489 fő (2022. január 1.). Saint-Jean-Ligoure Janailhac, Boisseuil, Pierre-Buffière, Saint-Hilaire-Bonneval, Saint-Maurice-les-Brousses, Saint-Priest-Ligoure, Vicq-sur-Breuilh és Le Vigen községekkel határos.

## Népesség
A település népessége az elmúlt években az alábbi módon változott:
| Lakosok száma | 500  | 526  | 542  | 515  | 503  | 500  | 494  | 491  | 489  |
|               | 2013 | 2015 | 2016 | 2017 | 2018 | 2019 | 2020 | 2021 | 2022 |